# NGC 5202
NGC 5202 ist eine 14,6 mag helle Spiralgalaxie vom Hubble-Typ „Sc“ im Sternbild Jungfrau nördlich der Ekliptik. Sie ist schätzungsweise 287 Millionen Lichtjahre von der Milchstraße entfernt und hat einen Durchmesser von etwa 110.000 Lj.
Im selben Himmelsareal befinden sich u. a. die Galaxien NGC 5184, NGC 5192, NGC 5196, NGC 5197.
Das Objekt wurde am 12. April 1864 von Albert Marth entdeckt.